# Sportbund Pfalz

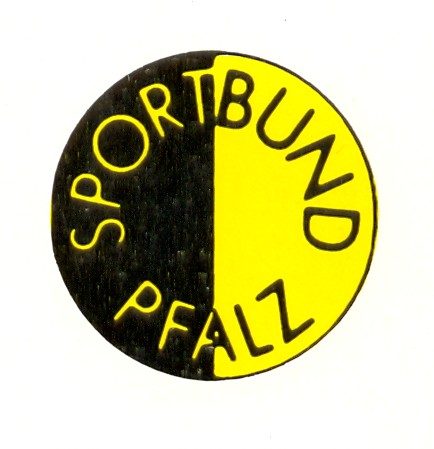
Logo des Sportbundes Pfalz von 1949–1996

Der Sportbund Pfalz e. V. ist der Dachverband des pfälzischen Sports. Er wurde 1949 gegründet und hat seinen Sitz in Kaiserslautern. Der Sportbund Pfalz hat über 2100 Mitgliedsvereine und 56 Mitgliedsfachverbände. In den Vereinen sind etwa 535.000 Mitglieder eingetragen. Kernaufgabe des Dachverbandes ist es, Serviceleister für den organisierten Sport zu sein.

## Aufgaben

### Förderung des Ehrenamtes, Aus- und Fortbildung
Die Qualifikation ehren- und nebenamtlicher Mitarbeiter und die finanzielle Unterstützung der Vereine für den Einsatz lizenzierter Übungsleiter ist für den Sportbund Pfalz von zentraler Bedeutung. Jährlich bildet der Dachverband über 5000 Übungsleiter und Vereinsmitarbeiter in Sportpraxis und -verwaltung aus und fort. Damit unterstützt er die Arbeit der Vereine und Fachverbände vor Ort.

### Breiten- und Freizeitsport
Durch Initiativen, Events und Aktionen möchte der Sportbund Pfalz die Menschen für den Sport in den Sportvereinen begeistern. Der Verband fördert daher das Deutsche Sportabzeichen, Volkssportveranstaltungen und Spielfeste, Gesundheitsbewusstsein, Events im Freizeit- und Trendsport sowie Senioren- und Familiensport in Vereinen. Die spezielle Unterstützung der Vereine im Spitzensport obliegt im Wesentlichen den Fachverbänden sowie dem Landessportbund Rheinland-Pfalz.

### Bau, Sanierung und Modernisierung von Sportanlagen
Etwa 1.200 Sportvereine in der Pfalz unterhalten vereinseigene Sportanlagen. Eine wichtige Aufgabe ist es, diese Vereine zum Teil mit Unterstützung des Landes, der Kommunen und des Landessportbundes Rheinland-Pfalz finanziell zu unterstützen und beim Sportstätten-Management umfangreich zu beraten. Der Umweltschutz spielt in diesem Zusammenhang eine große Rolle.

### Versicherungsschutz
Mitgliedsvereine und Fachverbände erhalten durch den Sportbund Pfalz einen weitreichenden Versicherungsschutz. Er umfasst u. a. eine Unfallversicherung für alle Vereinsmitglieder und eine Haftpflichtversicherung für die Vereine und ihre Aufsichtspersonen. Darüber hinaus informiert der Sportbund Pfalz seine Mitglieder regelmäßig über die gesetzliche Unfallversicherung.

### Öffentlichkeitsarbeit
Mit seiner Öffentlichkeitsarbeit macht der Sportbund Pfalz die Leistungen seiner Mitgliedsvereine und Verbände transparent. Damit schafft er die Voraussetzungen für eine künftige Sportförderung auf allen Ebenen. Die monatliche Herausgabe der Zeitschrift pfalzsport, ein regelmäßiger Pressedienst, Newsletter und öffentlichkeitswirksame Veranstaltungen sind wichtige Bestandteile dieser Arbeit. Die ehrenamtlichen Leistungen der Vereins- und Verbandsmitarbeiter werden durch Ehrungen gewürdigt.

### Partnerschaften und Kooperationen
Neben den pfälzischen Kommunen kooperiert der Dachverband mit dem Bezirksverband Pfalz und dem Verein Pfalzmarketing. Ziel des Sportverbandes ist es, die Pfalz insgesamt zu fördern und zu stärken. So arbeitet er auch zusammen mit namhaften Firmen auf Sponsoring-Ebene. Darüber hinaus such der Sportbund Pfalz die partnerschaftliche Zusammenarbeit mit den Sportorganisationen außerhalb der Pfalz und bildet zusammen mit den Sportbünden Rheinhessen und Rheinland den Landessportbund Rheinland-Pfalz.

### Sportjugend Pfalz
Der Sportbund Pfalz widmet sich insbesondere dem Kinder- und Jugendsport. Diese Aufgaben werden von der Sportjugend Pfalz, der Jugendorganisation des Sportbundes, eigenverantwortlich übernommen. Die Sportjugend Pfalz setzt sich für über 210.000 Kinder und Jugendliche in den Sportvereinen ein. Sie leistet einen wichtigen Beitrag der außerschulischen Jugendbildung und unterstützt als anerkannter Träger der freien Jugendhilfe die Persönlichkeitsentwicklung junger Menschen. Selbstbestimmung und gesellschaftliche Mitverantwortung stehen im Vordergrund. Die Sportjugend Pfalz setzt sich für eine stärkere Anerkennung der allgemeinen Vereinsjugendarbeit der Sportvereine und -verbände ein.